# Bamie Roosevelt
Anna Roosevelt, coniugata Cowles, meglio conosciuta con il nomignolo Bamie (New York, 18 gennaio 1855 – New York, 25 agosto 1931), è stata una filantropa statunitense.
Era la sorella maggiore del presidente degli Stati Uniti, Theodore Roosevelt, e una zia di Eleanor Roosevelt. Per tutta la vita di suo fratello, Theodore, rimase una costante fonte di supporto emotivo e di consigli pratici.

## Biografia
Era la figlia maggiore dell'imprenditore Theodore Roosevelt Sr. e di sua moglie, la socialista Martha Stewart Bulloch. Bamie era afflitta da un disturbo spinale che la portava a essere parzialmente paralizzata e fin dall'infanzia portava busti di ferro.
La figlia di suo fratello Theodore, Alice, una volta osservò che Bamie, con la sua incredibile intelligenza ed energia, sarebbe potuta essere presidente invece di suo fratello. La figlia di suo fratello Elliott, Anna Eleanor, dichiarò nella sua autobiografia che Bamie aveva "la mente di un uomo abile". Sebbene non fosse vista come una donna straordinariamente splendida come sua madre o le sue cognate, la sua intelligenza ed energia erano magnetiche sia per gli uomini che per le donne. Rimase un pilastro emotivo di forza per tutti i Roosevelt.
Poiché la madre di Bamie era spesso distratta dalla malattia o dalla sua grande vita sociale, Bamie assunse sempre più un ruolo centrale nella gestione della famiglia Roosevelt, in particolare dopo la morte prematura di suo padre. A differenza di molti bambini in una situazione simile, Bamie aveva la maturità, giudizio e saggezza per "tenere unita la famiglia".
Quando la prima moglie di Theodore, Alice, morì improvvisamente dopo il parto, molto probabilmente per insufficienza renale o tossiemia, Bamie prese in custodia la piccola Alice. Alice disse che Bamie divenne la persona più influente in tutta la sua vita. 

### Confidente permanente di Theodore
Durante tutta la sua vita, il fratello di Bamie, Theodore, si rivolse spesso a lei per un consiglio. In realtà, la nipote Eleanor ha affermato che Theodore prendeva poche importanti decisioni politiche e meno decisioni personali senza ottenere il contributo di sua sorella. Rimase una confidente fidata per tutta la sua carriera. Come presidente, andava a piedi alla sua residenza così spesso che la casa di Bamie veniva talvolta chiamata "l'altra Casa Bianca".

## Matrimonio
Nel 1895, all'età di 40 anni, Anna sposò il tenente comandante della Marina degli Stati Uniti (in seguito contrammiraglio) William Sheffield Cowles (1846-1923). Ebbero un figlio:
- William Jr. (1898-1986), sposò Margaret Alwyn Krech

## Morte
Morì il 25 agosto 1931, all'età di 76 anni.